# Segersta socken
Segersta socken i Hälsingland, ingår sedan 1974 i Bollnäs kommun och motsvarar från 2016 Segersta distrikt.
Socknens areal är 81,20 kvadratkilometer, varav 60,20 land. År 2000 fanns här 722 invånare. Tätorten och kyrkbyn Segersta med sockenkyrkan Segersta kyrka ligger i socknen. 

## Administrativ historik
Segersta socken har medeltida ursprung. 
Vid kommunreformen 1862 övergick socknens ansvar för de kyrkliga frågorna till Segersta församling och för de borgerliga frågorna bildades Segersta landskommun. Landskommunen inkorporerades 1952 i Hanebo landskommun som 1974 uppgick i Bollnäs kommun. Församlingen uppgick 2006 i Hanebo-Segersta församling.
1 januari 2016 inrättades distriktet Segersta, med samma omfattning som församlingen hade 1999/2000.
Socknen har tillhört fögderier, tingslag och domsagor enligt vad som beskrivs i artikeln Hälsingland. De indelta soldaterna tillhörde Hälsinge regemente, Livkompaniet.

## Geografi
Segersta socken ligger kring Ljusnan och med sjön Bergviken i söder. Socknen har odlingsbygd vid älven och sjön och är i övrigt en kuperad skogsbygd med höjder som når 280 meter över havet.

## Fornlämningar

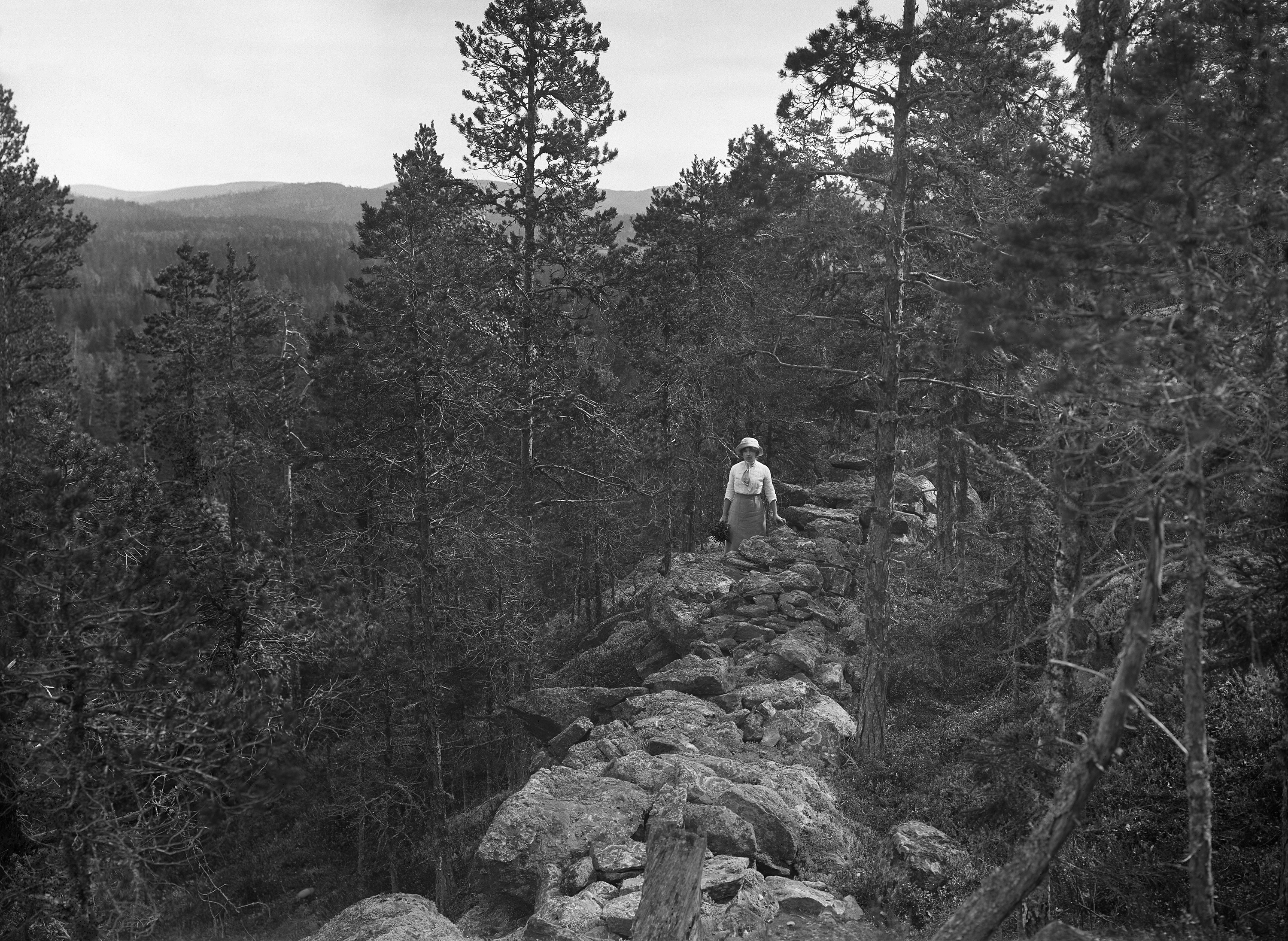
Fornlämning från järnåldern vid Borgberget i Segersta.

Från järnåldern finns gravhögar och en fornborg.

## Namnet
Namnet (1302 Särisstadhum) kommer från den ursprungliga kyrkbyn. Förleden kan innehålla mansnamnet Särtir. Efterleden är sta(d), 'plats, ställe'.

## Befolkningsutveckling
| Befolkningsutvecklingen i Segersta socken 1750–1990                                                      | Befolkningsutvecklingen i Segersta socken 1750–1990 | Befolkningsutvecklingen i Segersta socken 1750–1990 | Befolkningsutvecklingen i Segersta socken 1750–1990 | Befolkningsutvecklingen i Segersta socken 1750–1990 |
| --- | --------------------------------------------------- | --------------------------------------------------- | --------------------------------------------------- | --------------------------------------------------- |
| |                                                     |                                                     |                                                     |                                                     |
| År |                                                     |                                                     | Folkmängd                                           |                                                     |
| 1750 | 1750                                                |                                                     | 715                                                 |                                                     |
| 1760 | 1760                                                |                                                     | 738                                                 |                                                     |
| 1769 | 1769                                                |                                                     | 793                                                 |                                                     |
| 1780 | 1780                                                |                                                     | 503                                                 |                                                     |
| 1790 | 1790                                                |                                                     | 513                                                 |                                                     |
| 1800 | 1800                                                |                                                     | 550                                                 |                                                     |
| 1810 | 1810                                                |                                                     | 580                                                 |                                                     |
| 1820 | 1820                                                |                                                     | 594                                                 |                                                     |
| 1830 | 1830                                                |                                                     | 641                                                 |                                                     |
| 1840 | 1840                                                |                                                     | 659                                                 |                                                     |
| 1850 | 1850                                                |                                                     | 698                                                 |                                                     |
| 1860 | 1860                                                |                                                     | 799                                                 |                                                     |
| 1870 | 1870                                                |                                                     | 806                                                 |                                                     |
| 1880 | 1880                                                |                                                     | 896                                                 |                                                     |
| 1890 | 1890                                                |                                                     | 1 089                                               |                                                     |
| 1900 | 1900                                                |                                                     | 1 303                                               |                                                     |
| 1910 | 1910                                                |                                                     | 1 315                                               |                                                     |
| 1920 | 1920                                                |                                                     | 1 365                                               |                                                     |
| 1930 | 1930                                                |                                                     | 1 523                                               |                                                     |
| 1940 | 1940                                                |                                                     | 1 409                                               |                                                     |
| 1950 | 1950                                                |                                                     | 1 229                                               |                                                     |
| 1960 | 1960                                                |                                                     | 1 040                                               |                                                     |
| 1970 | 1970                                                |                                                     | 805                                                 |                                                     |
| 1980 | 1980                                                |                                                     | 708                                                 |                                                     |
| 1990 | 1990                                                |                                                     | 721                                                 |                                                     |
| Anm: Källor: Umeå universitet - Tabellverket 1749-1859, Demografiska databasen, CEDAR, Umeå universitet. |                                                     |                                                     |                                                     |                                                     |